# Silvia Azzoni
Silvia Azzoni (Torino, 3 novembre 1973) è una danzatrice italiana, prima ballerina del balletto di Amburgo dal 2001.

## Biografia
Silvia Azzoni è nata a Torino nel 1973 e ha cominciato a studiare danza alla Baletna Skola. Successivamente si è trasferita in Germania per perfezionarsi alla Scuola del Balletto di Amburgo.
Nel 1993 è stata scritturata dal Balletto di Amburgo, di cui ha scalato rapidamente i ranghi: nel 1996 è stata promossa al rango di solista, mentre nel 2001 è stata proclamata prima ballerina della compagnia. Nel 2008 ha vinto il Prix Benois de la Danse.
Apprezzata interprete dell'opera di John Neumeier, nel corso della sua carriera ha danzato molti dei grandi ruoli femminili del repertorio, tra cui Ippolita in Sogno di una notte di mezza estate, Aurora ne La bella addormentata, Giulietta in Romeo e Giulietta, la Fata Confetto ne Lo Schiaccianoci, Nikiya ne La Bayadère, Lise ne La fille mal gardée, Tatiana in Onegin, Smeraldi e Rubini in Jewels e le eponime protagoniste di Giselle, Sylvia e La Sylphide.
Azzoni è sposata con il ballerino ucraino Oleksandr Rjabko.